# Subarnarekha
Il Subarnarekha è un fiume dell'India.

## Etimologia
Il fiume prende il nome dall'attività estrattiva che si svolgeva nel villaggio Piska che si trova vicino alla sorgente del fiume. Il nome, in hindi, significa "filone d'oro".